# ラサ・オッペンハイム
ラサ･オッペンハイム（Lassa Francis Lawrence Oppenheim、1858年3月30日 - 1919年10月7日）は、ドイツ・イギリスの法学者。現代における国際法実証主義の父のひとりとみなされている。
ドイツフランクフルト近郊ヴィンデッケンに生まれ、ベルリン、ゲッティンゲン、ハイデルベルク、ライプツィヒ大学で教育を受けた。1881年、ゲッティンゲン大学で手形法の論文で博士号を取得。その後、刑法学者のカール・ビンディングに弟子入りして大陸刑法について多くの著作を残したが、ドイツ内では正教授の地位が得られず、フライブルグ大学で大学教員資格を取得した後、スイスのバーゼル大学で正教授の地位に就いた。
　最も大きな理由ははっきりしていないが、健康上の問題や大陸におけるユダヤ人差別、ロンドンに兄がいるなどの事情から、1895年にイギリスに渡り、1900年に市民権を取得、1919年の死までイギリスに居住した。イギリス移住後は大陸法の刑法の知識を生かすことができないと考え、ハイデルベルグ大学でブルンチュリに習った国際法に専門を変更した。1902年からロンドン・スクール・オブ・エコノミクスで教鞭を執り、1908年にはウェストレークからケンブリッジ大学における国際法講座教授（Whewell Professor of International Law）を引き継ぎ、1919年に亡くなるまで務めた。1905年から1906年にかけて国際法に関する著名な基本書（treatise）を執筆し、第8版についてはHersch Lauterpachtにより、もっとも著名な第9版はRobert JenningsとSir Arthur Wattsにより編集出版された。

## 著作
- Die Rechtsbeugungsverbrechen (1886)
- Die Nebenklage (1889)
- Die Objekte des Verbrechens (1894)
- Das Gewissen (1898)
- International Law: volume i, Peace (1905; second edition, 1911), volume ii, War, (1906; second edition, 1912)
- The Science of International Law (1908)
- International Incidents (1909; second edition, 1911)
- The Future of International Law (in German, 1912;  English, by Bate, 1914)
- The Panama Canal Conflict (1913)
- Westlake's collected papers (1914)
- The League of Nations and its Problems Collection of three lectures (1919)

## 文献情報
- 広井大三「“L.オッペンハイム著[一九〇五年刊・初版]『国際法』(その一)」『大東法学』第14巻、大東文化大学、1987年3月、203-245頁、CRID 1050001337848740480、ISSN 0287-0940。
- 広井大三「“L.オッペンハイム著『国際法』[一九〇五年刊・初版](その二)」『大東法学』第15巻、大東文化大学、1988年3月、141-189頁、CRID 1050282812825452800、ISSN 0287-0940。
- 広井大三「L・オッペンハイム著『国際法』[一九〇五年刊・初版] (その三)」『大東法学』第16巻、大東文化大学、1989年3月、111-162頁、CRID 1050001337849648896、ISSN 0287-0940。
- 広井大三「L・オッペンハイム著『国際法』[一九〇五年刊・初版](その四)」『大東法学』第17巻、大東文化大学、1990年3月、135-185頁、CRID 1050282812826360448、ISSN 0287-0940。
- 広井大三「L・オッペンハイム著『国際法』[一九〇五年刊・初版](その五)」『大東法学』第18巻、大東文化大学、1991年3月、133-177頁、CRID 1050001337849651200、ISSN 0287-0940。
- 広井大三「L・オッペンハイム著『国際法』[一九〇五年刊・初版](その六)」『大東法学』第2巻第1-2号、大東文化大学、1992年10月、159-230頁、CRID 1050564287803076736、ISSN 0287-0940。
- 広井大三「L・オッペンハイム著『国際法』[一九〇五年刊・初版](その七)」『大東法学』第3巻第2号、167-216頁、CRID 1050001337849657728、ISSN 0287-0940。
- 広井大三「L・オッペンハイム著 『国際法』[一九〇五年刊・初版](その八)」『大東法学』第6巻第1号、大東文化大学、1996年10月、171-217頁、CRID 1050564287803086464、ISSN 0287-0940。
- 広井大三「L・オッペンハイム著 『国際法』[一九〇五年刊・初版](その九)」『大東法学』第6巻第2号、大東文化大学、1997年3月、217-245頁、CRID 1050845762779798528、ISSN 0287-0940。
- 広井大三「L・オッペンハイム著『国際法』[一九〇五年刊・初版](その十・完)」『大東法学』第7巻第1号、1997年10月、217-280頁、CRID 1050282812826378880、ISSN 0287-0940。